# Windows Journal
Windows Journal е програма за управление на бележки, създадена от Microsoft и предоставена в някои издания на Microsoft Windows като Windows XP, Windows Vista и Windows 7. Позволява на потребителя да организира и създава чертежи или бележки, написани на ръка. Възможно е да се използва обикновена компютърна мишка за създаване на ръкописна бележка, но може да се използва и таблет при някои компютри.
Приложението за първи път е представено в Windows XP Tablet PC Edition. По-късно е включено в изданията Home Premium, Business, Enterprise и Ultimate на Windows Vista.

## Windows Journal Viewer
Windows Journal Viewer е приложение, създадено от Microsoft, позволяващо разглеждането на файлове, създадени на Windows Journal на системи без основното програмата. Сегашната версия е 1.5 и е достъпна за Windows 2000, Windows XP и Windows Server 2003.
|  | Тази страница частично или изцяло представлява превод на страницата Windows Journal в Уикипедия на английски. Оригиналният текст, както и този превод, са защитени от Лиценза „Криейтив Комънс – Признание – Споделяне на споделеното“, а за съдържание, създадено преди юни 2009 година – от Лиценза за свободна документация на ГНУ. Прегледайте историята на редакциите на оригиналната страница, както и на преводната страница, за да видите списъка на съавторите. ВАЖНО: Този шаблон се отнася единствено до авторските права върху съдържанието на статията. Добавянето му не отменя изискването да се посочват конкретни източници на твърденията, които да бъдат благонадеждни. |